# Canjilon (Nuevo México)
Canjilón es un lugar designado por el censo ubicado en el condado de Río Arriba en el estado estadounidense de Nuevo México. En el Censo de 2010 tenía una población de 256 habitantes y una densidad poblacional de 30,8 personas por km².

## Toponimia
El topónimo proviene de la palabra española del norte de Nuevo México canjilón, nombre dado a los cuernos de los venados. En castellano, canjilón también puede referirse a lo perteneciente o relativo a la villa de Canjáyar en la provincia de Almería, en España.

## Geografía
Canjilón se encuentra ubicado en las coordenadas 36°29′4″N 106°26′3″O / 36.48444, -106.43417. Según la Oficina del Censo de los Estados Unidos, Canjilon tiene una superficie total de 8.31 km², de la cual 8.31 km² corresponden a tierra firme y (0.03%) 0 km² es agua.

## Demografía
Según el censo de 2010, había 256 personas residiendo en Canjilón. La densidad de población era de 30,8 hab./km². De los 256 habitantes, Canjilon estaba compuesto por el 63.67% blancos, el 0.78% eran afroamericanos, el 1.17% eran amerindios, el 0.39% eran asiáticos, el 0% eran isleños del Pacífico, el 33.2% eran de otras razas y el 0.78% pertenecían a dos o más razas. Del total de la población el 93.75% eran hispanos o latinos de cualquier raza.